# Grand bleu de gascogne
Grand bleu de gascogne är en hundras från Gascogne i sydvästra Frankrike. Den räknas som en av Frankrikes äldsta och mest distinkta drivande hundar.

## Historia
Grand bleu de gascogne ligger till grund för flera andra franska drivande raser och ingår även i amerikanska coonhounds.
Grand bleu de gascogne har likheter med blodhunden och man tror att ursprunget är normandernas chien de Saint Hubert tillsammans med lättare braquehundar som kom österifrån, kanske via feniciska handelsrutter.

## Egenskaper
Enligt traditionen används den för jakt i koppel (pack), ursprungligen för drevjakt på varg. Detta finns beskrivet redan av greven av Foix Gaston Phoebus (1331-1391). När vargen var utrotad från Frankrike användes den stora blå istället till jakt på hjort och vildsvin. I modern tid är hare det vanligaste bytet. Grand bleu de gascogne har ett mycket gott väderkorn och en långsam och noggrann jaktstil.

## Utseende
Rasen är högbent och med långsträckt kropp, den har lösare skinn än andra franska drivande hundar, men inte lika mycket som blodhunden. Den ser ut som en mer högrest, elegantare och torrare blodhund. Färgteckningen består av större svarta fläckar på en svartspräcklig eller svartskimmel botten, vilket ger det "blå" intrycket.